# Стаята на тайните
 Внимание:  Текстът по-долу разкрива сюжета на произведението (или части от него)!
Стаята на тайните се споменава за пръв път във втората част на едноименния роман от поредицата за Хари Потър, Хари Потър и стаята на тайните. Стаята на тайните е скрито подземие в училището за магия и вълшебство Хогуортс. Когато навремето училището е било създадено от четиримата най-велики магьосници на онова време всичко вървяло както трябва. Те издирвали деца които показват магически способности, за да дойдат в училището, където да изучават магия и вълшебства. Един от основателите - Салазар Слидерин имал по-строги изисквания и искал в училището да се обучават само деца, които са чистокръвни (всички от семейството да са били или все още да са магьосници), а тези които все пак притежават магически способности, но в семейството има мъгъли (обикновени хора) да не идват в „Хогуортс“. Възникнал голям спор между другите трима и Слидерин, но най-вече Годрик Грифиндор, който настоявал че всяко дете имащо магически способности, независиво от семейството му, има право да изучава магия в „Хогуортс“, се скарал със Салазар Слидерин, който решил да напусне училището, но преди да го направи построил тайна стая, обитавана от огромно чудовище Базилиск, което представлява огромна змия. Салазар Слидерин е бил един от малкото хора говорещи езика на змиите и точно затова той запечатал стаята, така че тя да се отвори само когато кажеш на змийски в превод „Отвори се“. Слидерин построява стаята с такава цел, че един ден, когато неговия истински наследник дойде да учи в „Хогуортс“ ще успее да отвори стаята и ще пусне ужаса скрит вътре, който да избие всички деца с „нечиста“ кръв. Истинският наследник на Слидерин се оказва Том Риддъл или така наречения Лорд Волдемор, който е убил родителите на Хари, но когато не успява да убие и самия него му предава от способността си да говори змийски. Така всички в „Хогуортс“ мислят, че Хари е наследника на Салазар Слидерин. В романа, Хари Потър и приятелите му успяват да проникнат в стаята. Там се сблъскват с чудовището и унищожават дневника на Том Риддъл, който впоследствие се оказва един от хоркруксите на Лорд Волдемор. За пръв път стаята бива отворена преди 50 години, и първото убито момиче е Миртъл, която умира в женската тоалетна на третия етаж, която заради това е и необитаема. Всъщност обаче, точно в тази тоалетна се намира входа за „Стаята на тайните“, под една от счупените мивки. До стаята се стига до един тунел падащ надолу, от който стигаш до истинския вход на стаята. След като я отвориш продължаваш все направо, като встрани по стените, навсякъде има статуи на змии. Накрая на стаята, точно отсреща, стои каменния облик на Салазар Слидерин, чиято уста се отваря, когато я призовеш на змийски, а вътре живее и самото чудовище. Когато стаята бива отворена за втори път, Хари унищожава чудовището завинаги, но преди това някои мъгълокръвни ученици, видели смъртоносния поглед на базилиска се вкаменяват, но просто защото не са видели погледа му пряко като Миртъл. Една от вкаменените е най-добрата приятелка на Хари и Рон, Хърмаяни Грейнджър, видяла базилиска през огледало в библиотеката. Макар и вкаменена, точно тя помага на двамата си приятели, когато намират в ръката и тайна бележка, че е открила от книгите какво е чудовището. Така те разбират, че става дума за змии, а когато всичко свършва добре, всички вкаменени отново биват върнати в старото си човешко състояние, благодарение на учителката по билкология проф. Спраут и нейната отвара от мандрагора.